# Alexei Sergejewitsch Pomerko
Alexei Sergejewitsch Pomerko (russisch Алексей Сергеевич Померко; * 3. Mai 1990 in Gorodowikowsk) ist ein russischer Fußballspieler.

## Karriere

### Verein
Pomerko begann seine Karriere bei Torpedo Moskau. Zur Saison 2008 rückte er in den Kader der Profis von Torpedo. Sein Debüt in der Perwenstwo FNL gab er im Mai 2008 gegen den FK Rostow. In der Saison 2008 kam er zu acht Zweitligaeinsätzen für die Moskauer, mit denen er zu Saisonende allerdings aus der zweithöchsten Spielklasse abstiegen.
Daraufhin schloss er sich zur Saison 2009 dem Erstligisten Amkar Perm an. Im Juni 2009 debütierte er gegen Tom Tomsk für Amkar in der Premjer-Liga. In seiner ersten Erstligasaison kam Pomerko zu zehn Einsätzen. In der Spielzeit 2010 kam er zu sechs Einsätzen. Im April 2011 wurde er an die drittklassige Zweitmannschaft von Lokomotive Moskau verliehen. Nach dem Ende der Leihe verließ er Amkar im Januar 2012 endgültig und schloss sich dem Ligakonkurrenten Wolga Nischni Nowgorod an. In Nischni Nowgorod spielte er bis zum Ende der Saison 2011/12 zwei Mal in der Premjer-Liga. Zur Saison 2012/13 wurde Pomerko an den Zweitligisten FK Chimki verliehen. Für Chimki absolvierte er 28 Spiele in der zweithöchsten Spielklasse.
Zur Saison 2013/14 kehrte er nicht mehr nach Nischni Nowgorod zurück, sondern wechselte zum Zweitligisten Schinnik Jaroslawl. In einem halben Jahr in Jaroslawl kam er zu 22 Zweitligaeinsätzen. Im Januar 2014 schloss er sich dem Erstligisten FK Krasnodar an. In Krasnodar kam er bis Saisonende zu fünf Einsätzen in der Premjer-Liga. Im September 2014 wechselte er leihweise zum Zweitligisten Krylja Sowetow Samara. Für Krylja kam er während der Leihe zu 21 Zweitligaeinsätzen. Mit Sowetow Samara stieg er zu Saisonende in Premjer-Liga auf, woraufhin Pomerko fest verpflichtet wurde. In der Saison 2015/16 kam er zu 27 Einsätzen in der höchsten Spielklasse.
Zur Saison 2016/17 wechselte er innerhalb der Liga zum FK Orenburg. Für Orenburg kam er zu 13 Einsätzen in der Premjer-Liga, aus der er mit dem Verein zu Saisonende jedoch abstieg. Nach sechs Zweitligaeinsätzen ging er im August 2017 zum Ligakonkurrenten Tom Tomsk. In Tomsk absolvierte er 28 Zweitligaspiele. Zur Saison 2018/19 wechselte Pomerko weiter zum ebenfalls zweitklassigen FK Sotschi. In seiner ersten Spielzeit in Sotschi kam er zu 33 Einsätzen in der Perwenstwo FNL. Zu Saisonende stieg er mit dem Verein in die Premjer-Liga auf. In dieser kam er in der Saison 2019/20 zu zehn Einsätzen, ehe er sich im Februar 2020 das Kreuzband riss. Daraufhin fiel er sowohl in der Rückrunde 2019/20 als auch in der gesamten Saison 2020/21 aus.
Zur Saison 2021/22 kehrte Pomerko zum Zweitligisten Torpedo Moskau zurück.

### Nationalmannschaft
Pomerko spielte zwischen 2008 und 2009 für die russische U-19-Auswahl. Von Mai 2010 bis Februar 2012 kam er zu neun Einsätzen im U-21-Team.